# みなみのかんむり座R星
みなみのかんむり座R星（みなみのかんむりざアールせい、R Coronae Australis、R CrA）は、みなみのかんむり座にある変光星であり連星系である。小さい反射星雲NGC 6729が、みなみのかんむり座R星の南東に伸びている。みなみのかんむり座R星は、みなみのかんむり座分子雲、その中に埋もれるコロネット星団に属している。星周構造は複雑で、星周円盤に加えジェットも存在するとみられる。

## 発見

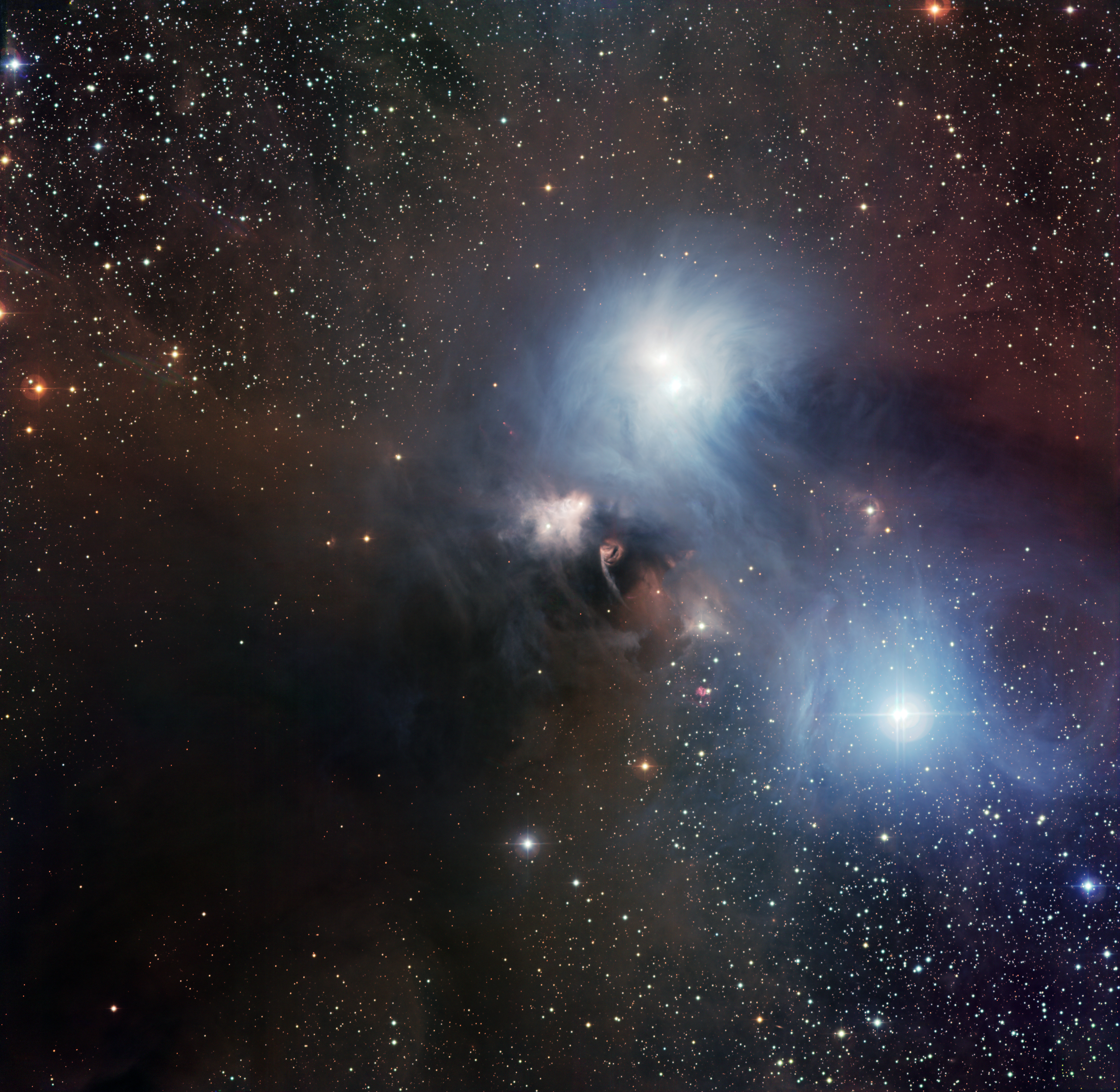
みなみのかんむり座R星を取り巻く、近傍の星形成領域の可視光画像。出典: ESO

みなみのかんむり座R星は、NGC 6729を発見したユリウス・シュミットによって、1865年に星雲と共に変光していることが指摘されたのが、変光星としての出発点である。
みなみのかんむり座R星の変光は、不規則であるとみなされ、変光の傾向もはっきりしないが、光度変化は大きく、典型的には数十日程度で変光するとされた。また、みなみのかんむり座R星のスペクトルは、水素原子、特にバルマー線と、鉄イオンで輝線成分が目立ち、星雲が付随していることから、オリオン変光星の一種とされた。さらに、詳細なスペクトルが取得され、物理量の推定もされるようになると、オリオン変光星の中でもハービッグAe/Be型星とみなされるようになった。

## 領域
みなみのかんむり座R星が位置する領域には、大きな分子雲（みなみのかんむり座分子雲複合体）が広がっていて、みなみのかんむり座R星の近くにはいくつかの反射星雲が並び、太陽系にとりわけ近い星形成領域の一つ（みなみのかんむり座R星星形成領域）とされる。この領域の分子雲による減光は強く、可視光では最大45等級にも及ぶため、可視光ではよくみえないが、赤外線で観測すると、みなみのかんむり座R星を含め10を下らない前主系列星や原始星が密集しており、この星の集団をコロネット星団（かんむり星団）という。みなみのかんむり座R星はその中でも、とりわけ明るくみえる星である。

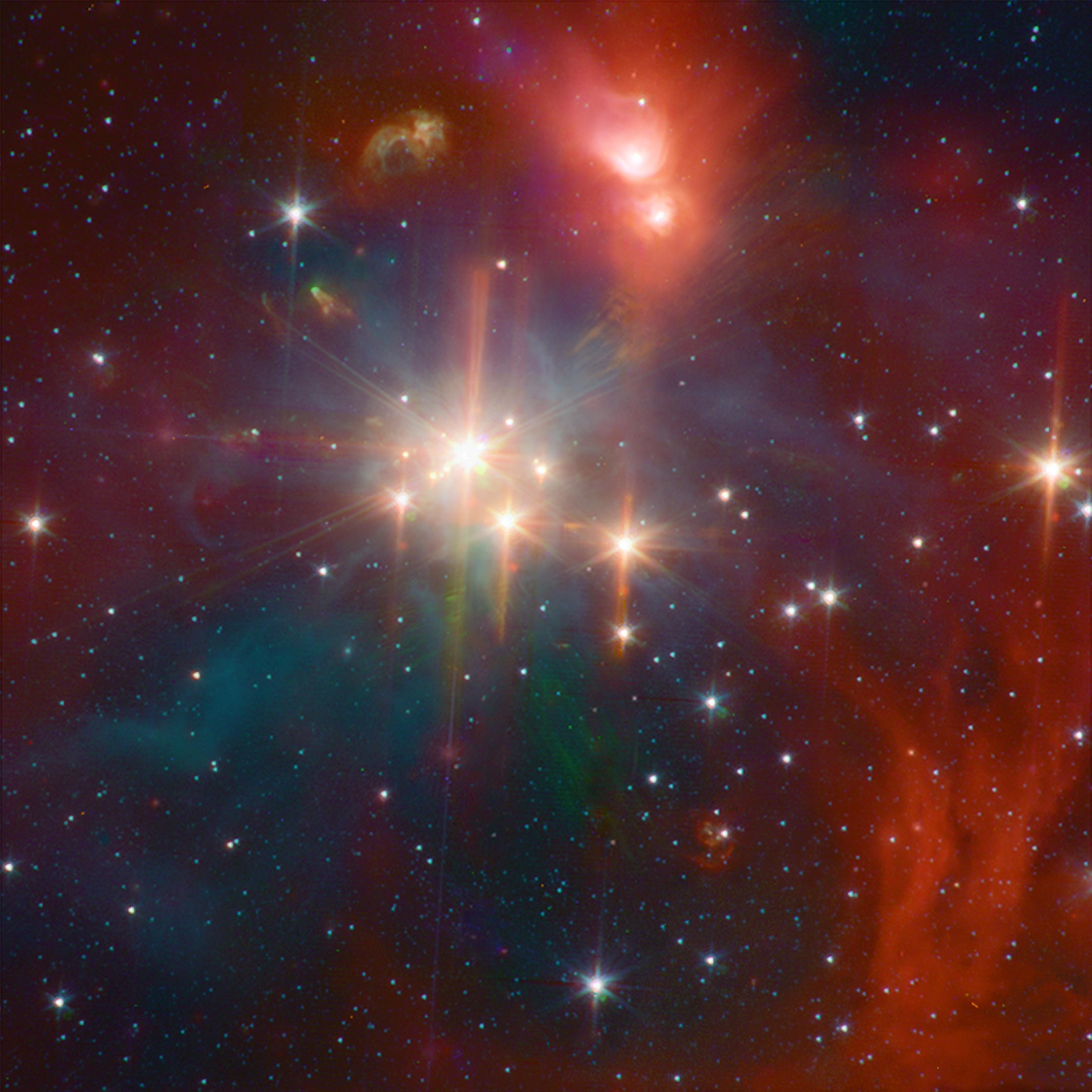
スピッツァーが撮影したコロネット星団の赤外線画像。中央の星団の最輝星がみなみのかんむり座R星。出典: NASA / JPL-Caltech / L. Allen and IRAC GTO Team

ガイア衛星の第2次データ公表で示された、みなみのかんむり座R星の年周視差は10.5ミリ秒で、距離にすると310光年に相当するが、これはみなみのかんむり座R星領域までの距離としてそれまで言われていた420光年よりかなり近い。しかし、みなみのかんむり座R星近傍で、年周視差と固有運動を制限してみなみのかんむり座R星領域に属するとみられる星の距離を、同じガイアのデータから求めると、およそ490光年となり、みなみのかんむり座R星の距離も、これと同程度とみられる。

## 特徴
みなみのかんむり座R星は、分子雲に埋もれており、星周構造が複雑で、変光もしているため、その物理的特徴をつかむことが難しい。特に議論の的となっているのがスペクトル型で、F5型から、A5型、B8型、B5型まで、見解が割れており、それ以上の制限は付けられていない。

### 変光
みなみのかんむり座R星は、20世紀の始めには10等級に近い明るさがあったが、1915年から1920年の間に2等級くらい減光し、その後も20世紀後半にかけて緩やかに減光していった。この変化は、中心星への質量降着率か、星周物質による吸収に変化があったためと考えられる。不規則とみられていたみなみのかんむり座R星の変光だが、やがてある程度の周期性があることがわかってきた。40年以上にわたる測光の結果、およそ1500日という長い周期で、0.5等級程度の振幅で変光をしていることが見出され、星周殻の変化によるものではないかと考えられた。その後、周期65日程度の比較的短い周期での変光も指摘され、更に詳しい周期の分析から、66日の周期で変光していることが明らかになった。変光の振幅は安定しないが、変光周期は安定していることから、この周期的な変光の原因は回転変光か、さもなくば降着円盤の成分が公転することによるものではないかと予想される。

### 星系
みなみのかんむり座R星は、分光・位置天文観測によって、水素のHα輝線の青色成分（観測者へ接近してくる成分）と赤色成分（観測者から遠ざかる成分）に空間的なずれが生じることから、伴星が存在するのではないかと考えられた。一方、みなみのかんむり座R星からは、X線放射も検出されているが、みなみのかんむり座R星のような中質量の前主系列星には、観測されたようなX線を放射する仕組みがないと考えられており、検出されたX線を説明するために、閃光星のようなX線を放射する伴星の存在が唱えられた。
2015年から2018年にかけてのVLTによる観測から、南東へ0.2秒程離れた位置に、伴星が検出された。期間を開けて行った位置測定から、伴星はみなみのかんむり座R星に重力的に束縛されていることは確実で、軌道長半径は27から28au程度、軌道周期はおよそ30年と推定される。この伴星は、スペクトル型が早期のM型で、質量は太陽の3割から6割程度とみられる。
M型星とは別に、安定して66日という周期で変光していることから、中心星も連星であると考えられるようになった。みなみのかんむり座R星の光度曲線は、単独星の回転や脈動、或いは食連星としてでは説明が付かず、中心が連星、星周円盤が周連星円盤で、連星の軌道運動に伴って円盤の縁による部分的な掩蔽が起きると考えることで、周期的な変光を説明できるとわかった。これを基に、連星の物理量を推定すると、2星の質量は太陽のおよそ3倍と2.3倍、軌道長半径は0.56auとなった。
M型伴星の検出と共に、みなみのかんむり座R星の東側に顕著なジェット状の構造があることも明らかになった。様々なスペクトル成分で、更に詳しく星周構造を調べた結果、周連星円盤があって、円盤に対し双極方向は空洞となっており、空洞の周りにはおそらく円盤風によって広がった塵の壁が形成され、空洞を貫くようにガスのジェットが噴き出している、という描像が考えられる。

## ギャラリー

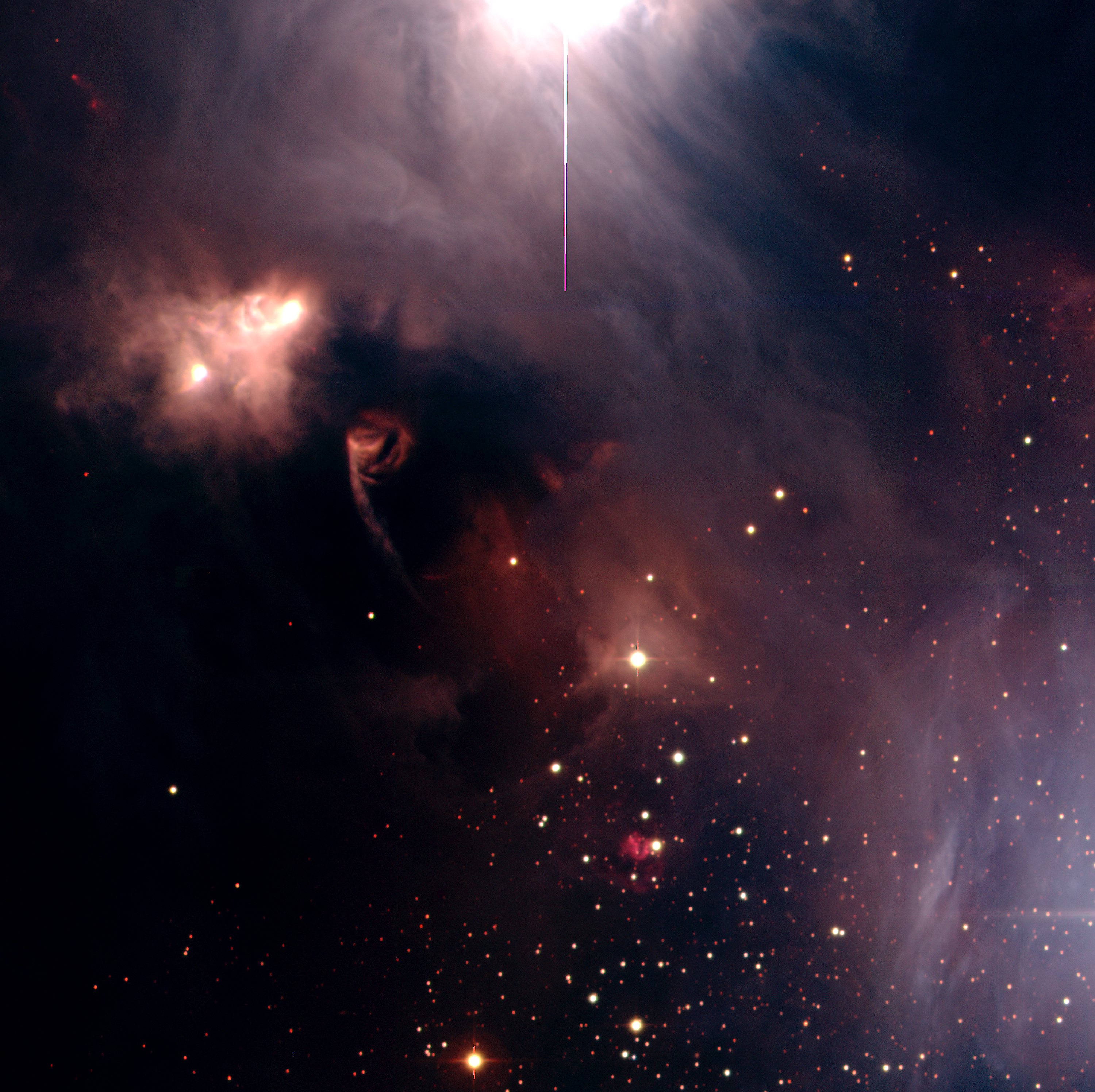
MPG/ESO 2.2m望遠鏡で撮影した、みなみのかんむり座R星領域の可視光像。出典: ESO
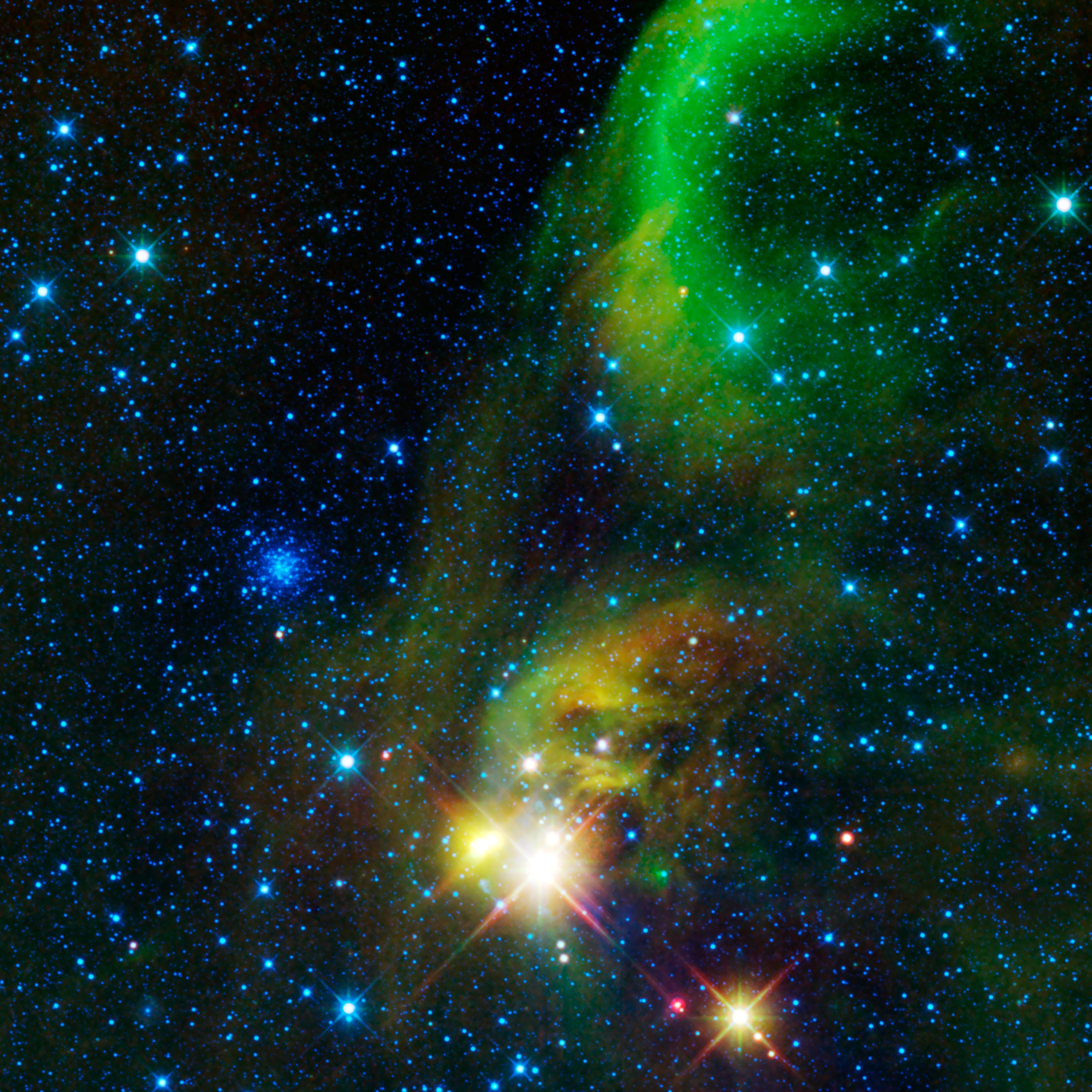
WISEが撮影したみなみのかんむり座星形成領域。中央下の最も明るい部分が、みなみのかんむり座R星を含むコロネット星団中心部。出典: NASA / JPL-Caltech / UCLA